# Stade de Gerland
O Stade de Gerland é um estádio de localizado em Lyon, no sudeste da França, tem capacidade para 35.029 espectadores. Foi a casa do time de futebol Olympique Lyonnais entre 1950 e 2015, atualmente é a casa do time de rugby Lyon OU.

## História
Começou a ser construído em 1913, mas, com a Primeira Guerra Mundial, foi interrompido. Voltou a ser construído em 1919 com a ajuda de prisioneiros de guerra alemães, até que, em 1920, foi inaugurado, com uma pista de ciclismo e uma de atletismo em volta do gramado.
Em 1960, a pista de ciclismo foi destruída em prol da ampliação da capacidade para 50.000 lugares. Em 1984, com a Eurocopa, o estádio foi ampliado para 51.680 lugares.
Foi totalmente reformado para a Copa do Mundo de 1998, sendo removida a pista de atletismo e colocadas cadeiras para todos os torcedores. A capacidade máxima ficou em 42.000 torcedores. Recebeu 6 partidas da Copa, entre elas o "jogo da paz" entre Estados Unidos e Irã e as quartas de final, entre Alemanha e Croácia.
O recorde de público no Campeonato Francês de Futebol é de 48.552 num jogo entre Olympique Lyonnais e AS Saint-Étienne em 9 de Setembro de 1980.
Na Copa das Confederações de 2003, aconteceu uma tragédia: no jogo Camarões e Colômbia, o meio-campista camaronês Marc-Vivien Foé teve um colapso em campo, vindo a falecer antes de chegar ao hospital.
Foi sede ainda da Copa do Mundo de Rugby de 2007.
O estádio sofreu, em 2017, obras de reformulação que reduziu a sua capacidade para os atuais 35.029 lugares na configuração máxima, sendo que parte dos jogos da equipa de rugby eram inicialmente realizados com lonas em certos setores reduzindo a capacidade para 25 mil, mas com os espectadores mais pertos do retângulo de jogo.

## Jogos da Copa do Mundo
- 13 de Junho: Grupo E Córeia do Sul 1 - 3 México
- 15 de Junho: Grupo G Romênia 1 - 0 Colômbia
- 21 de Junho: Grupo F Estados Unidos 1 - 2 Irã
- 24 de Junho: Grupo C França 2 - 1 Dinamarca
- 26 de Junho: Grupo H Japão 1 - 2 Jamaica
- 4 de Julho: Quartas de Final Alemanha 0 - 3 Croácia